# Формула-1 — Гран-прі Іспанії 1995
Гран-прі Іспанії 1995, офіційна назва XXXVII Gran Premio Marlboro de España — четвертий етап чемпіонату світу з автоперегонів у класі Формула-1 1995 року, що відбувся 14 травня на міській трасі Каталунья в Монмало. Свою дванадцяту перемогу здобув Міхаель Шумахер.
Останні перегони у  Формулі-1 Найджела Менселла. Перший подіум Джонні Херберта.

## Перегони
| Поз  | №  | Країна          | Пілот                  | Конструктор        | Кола | Час                                              | Старт | Очки |
| ---- | -- | --------------- | ---------------------- | ------------------ | ---- | ------------------------------------------------ | ----- | ---- |
| 1    | 1  | Німеччина       | Міхаель Шумахер        | Benetton-Renault   | 65   | 1:34:20.507                                      | 1     | 10   |
| 2    | 2  | Велика Британія | Джонні Херберт         | Benetton-Renault   | 65   | +51.988                                          | 7     | 6    |
| 3    | 28 | Австрія         | Герхард Бергер         | Ferrari            | 65   | +1:05.237                                        | 3     | 4    |
| 4    | 5  | Велика Британія | Деймон Хілл            | Williams-Renault   | 65   | +2:01.749                                        | 5     | 3    |
| 5    | 15 | Велика Британія | Едді Ірвайн            | Jordan-Peugeot     | 64   | +1 коло                                          | 6     | 2    |
| 6    | 26 | Франція         | Олів'є Паніс           | Ligier-Mugen-Honda | 64   | +1 коло                                          | 15    | 1    |
| 7    | 14 | Бразилія        | Рубенс Баррікелло      | Jordan-Peugeot     | 64   | +1 коло                                          | 8     |      |
| 8    | 30 | Німеччина       | Хайнц-Харальд Френтцен | Sauber-Ford        | 64   | +1 коло                                          | 12    |      |
| 9    | 25 | Велика Британія | Мартін Брандл          | Ligier-Mugen-Honda | 64   | +1 коло                                          | 11    |      |
| 10   | 4  | Фінляндія       | Міка Сало              | Tyrrell-Yamaha     | 64   | +1 коло                                          | 13    |      |
| 11   | 9  | Італія          | Джанні Морбіделлі      | Footwork-Hart      | 63   | +2 кола                                          | 14    |      |
| 12   | 22 | Нідерланди      | Йос Ферстаппен         | Simtek-Ford        | 63   | +2 кола                                          | 16    |      |
| 13   | 29 | Австрія         | Карл Вендлінгер        | Sauber-Ford        | 63   | +2 кола                                          | 20    |      |
| 14   | 23 | Італія          | П'єрлуїджи Мартіні     | Minardi-Ford       | 62   | +3 кола                                          | 19    |      |
| 15   | 8  | Італія          | Доменіко Скіаттарелла  | Simtek-Ford        | 61   | +4 кола                                          | 22    |      |
| Схід | 3  | Японія          | Юкіо Катаяма           | Tyrrell-Yamaha     | 56   | двигун                                           | 17    |      |
| Схід | 6  | Велика Британія | Девід Култхард         | Williams-Renault   | 54   | коробка передач                                  | 4     |      |
| Схід | 8  | Фінляндія       | Міка Хаккінен          | McLaren-Mercedes   | 53   | паливна система                                  | 9     |      |
| Схід | 10 | Японія          | Такі Іноуе             | Footwork-Hart      | 43   | трансмісія                                       | 18    |      |
| Схід | 16 | Франція         | Бертран Гашо           | Pacific-Ford       | 43   | пожежа                                           | 24    |      |
| Схід | 22 | Бразилія        | Роберто Морено         | Forti-Ford         | 39   | водяний насос                                    | 25    |      |
| Схід | 27 | Франція         | Жан Алезі              | Ferrari            | 25   | двигун                                           | 2     |      |
| Схід | 24 | Італія          | Лука Бадоер            | Minardi-Ford       | 21   | гідравліка коробки передач                       | 24    |      |
| Схід | 7  | Велика Британія | Найджел Менселл        | McLaren-Mercedes   | 18   | відмова                                          | 10    |      |
| Схід | 21 | Бразилія        | Педро Дініц            | Forti-Ford         | 17   | коробка передач                                  | 26    |      |
| НС   | 17 | Італія          | Андреа Монтерміні      | Pacific-Ford       | 0    | гідравліка коробки передач на прогрівочному колі | 23    |      |

## Кола лідирування
- 1—65 — Міхаель Шумахер

## Положення в чемпіонаті після Гран-прі
| Поз | Пілот           | Очки |
| --- | --------------- | ---- |
| 1   | Міхаель Шумахер | 24   |
| 2   | Деймон Хілл     | 23   |
| 3   | Жан Алезі       | 14   |
| 4   | Герхард Бергер  | 13   |
| 5   | Девід Култхард  | 9    |

| Поз | Конструктор      | Очки |
| --- | ---------------- | ---- |
| 1   | Ferrari          | 27   |
| 2   | Williams-Renault | 26   |
| 3   | Benetton-Renault | 23   |
| 4   | McLaren-Mercedes | 6    |
| 5   | Sauber-Ford      | 3    |

- Примітка: Тільки 5 позицій включені в обидві таблиці.